# Italie aux Jeux olympiques d'hiver de 2010
Cet article contient des informations sur la participation et les résultats de l'Italie aux Jeux olympiques d'hiver de 2010 à Vancouver au Canada.

## Cérémonies d'ouverture et de clôture

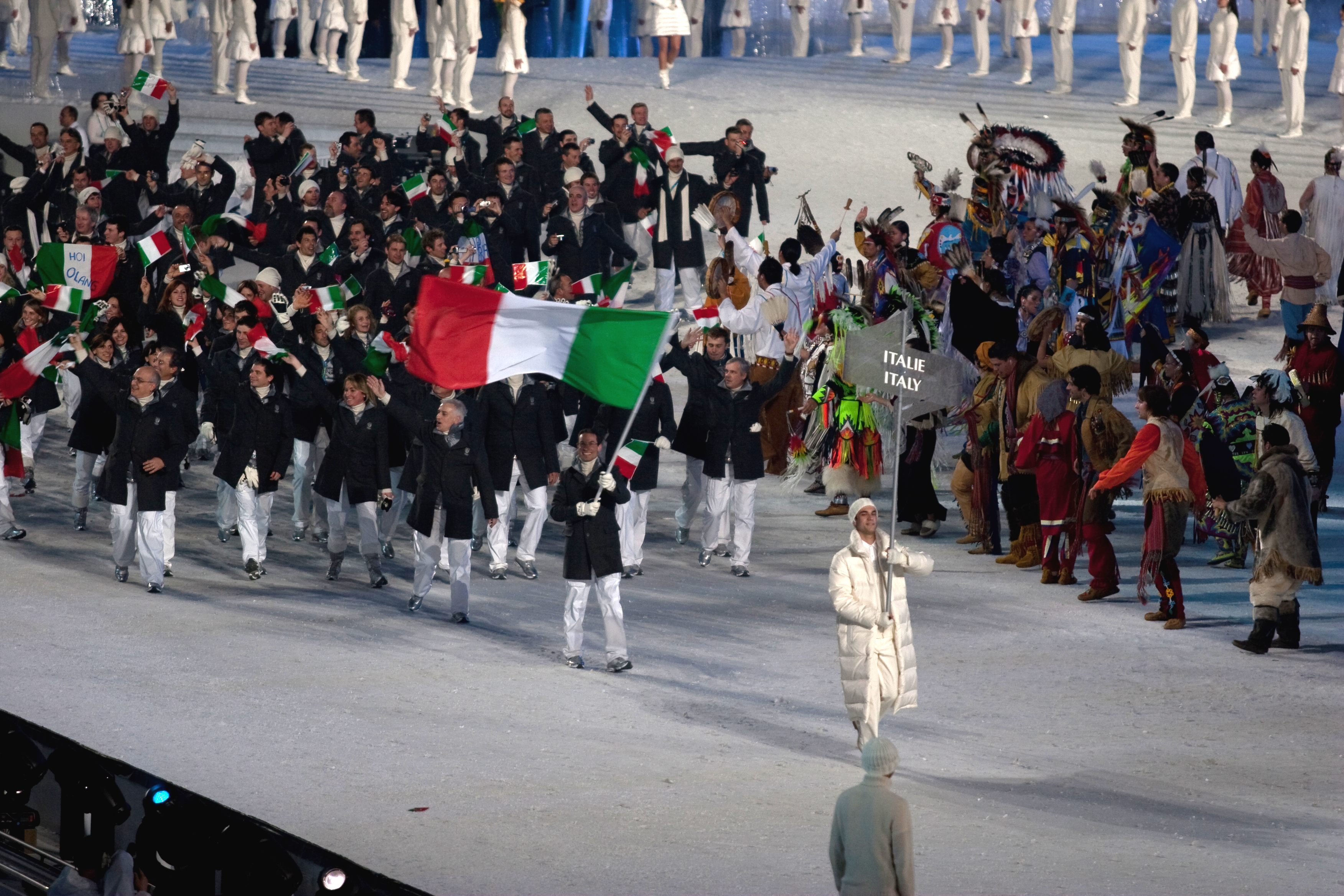
Entrée de la délégation italienne lors de la cérémonie d'ouverture.

Comme cela est de coutume, la Grèce, berceau des Jeux olympiques, ouvre le défilé des nations, tandis que le Canada, en tant que pays organisateur, ferme la marche. Les autres pays défilent par ordre alphabétique. L'Italie est la 41e des 82 délégations à entrer dans le BC Place Stadium de Vancouver au cours du défilé des nations durant la cérémonie d'ouverture, après Israël et avant la Jamaïque. Cette cérémonie est dédiée au lugeur géorgien Nodar Kumaritashvili, mort la veille après une sortie de piste durant un entraînement. Le porte-drapeau du pays est le fondeur Giorgio Di Centa, double médaillé d'or aux Jeux de Turin en 2006.
Lors de la cérémonie de clôture qui se déroule également au BC Place Stadium, les porte-drapeaux des différentes délégations entrent ensemble dans le stade olympique et forment un cercle autour du chaudron abritant la flamme olympique. Le drapeau italien est alors porté par le skieur alpin Giuliano Razzoli, champion olympique de slalom lors de ces Jeux.

## Médailles
- Liste des vainqueurs d'une médaille (par ordre chronologique)

### Or
| Sport              | Discipline    | Sportifs         | Performance   |
| Médailles d'or : 1 |               |                  |               |
| Ski alpin          | Slalom hommes | Giuliano Razzoli | 1 min 39 s 32 |

### Argent
| Sport                  | Discipline  | Sportifs              | Performance   |
| Médailles d'argent : 1 |             |                       |               |
| Ski de fond            | 15 km libre | Pietro Piller Cottrer | 34 min 00 s 9 |

### Bronze
| Sport                                | Discipline                 | Sportifs          | Performance    |
| Médailles de bronze : 3              |                            |                   |                |
| Combiné nordique                     | Petit tremplin - 10 km (M) | Alessandro Pittin | 24 min 59 s 9  |
| Luge                                 | Simple hommes              | Armin Zoeggeler   | 3 min 14 s 375 |
| Patinage de vitesse sur piste courte | 500 femmes                 | Arianna Fontana   | 43 s 804       |

## Engagés par sport

### Bobsleigh
- Simone Bertazzo

### Combiné nordique
- Alessandro Pittin

### Luge
- Patrick Gruber
- Christian Oberstolz
- Armin Zoeggeler
- Oswald Haselrieder - Gerhard Plankensteiner

### Patinage artistique
- Samuel Contesti
- Carolina Kostner

### Patinage de vitesse sur piste courte
- Nicolas Bean
- Yuri Confortola
- Arianna Fontana
- Cecilia Maffei
- Lucia Peretti
- Claudio Rinaldi
- Nicola Rodigari
- Roberto Serra
- Martina Valcepina
- Katia Zini

### Saut à ski
- Sebastian Colloredo
- Andrea Morassi
- Roberto Dellasega

### Ski alpin
- Nadia Fanchini

### Ski de fond
- Giorgio di Centa
- Pietro Piller Cottrer
- Cristian Zorzi

## Diffusion des Jeux en Italie
Les Italiens peuvent suivre les épreuves olympiques en regardant les chaînes Rai 2, Rai 3 et Rai Sport Più, ainsi que sur le câble et le satellite sur Sky Italia. La Rai et Sky Italia permettent d'assurer la couverture médiatique italienne sur Internet.